# Daniel Dubiecki
Daniel Dubiecki est un producteur américain né à Santa Monica (Californie) le 15 juillet 1977. Il a participé à la majorité des films réalisés par Jason Reitman.

## Filmographie
- 1996 : Waiting for Mo, de Zaki Gordon
- 1998 : Operation, de Jason Reitman (court-métrage)
- 1999 : H@, de Jason Reitman (court-métrage)
- 2000 : In God We Trust, de Jason Reitman (court-métrage)
- 2005 : Thank You for Smoking, de Jason Reitman
- 2007 : Juno, de Jason Reitman
- 2009 : In the Air (Up In the Air), de Jason Reitman
- 2009 : Jennifer's Body, de Karyn Kusama
- 2009 : Chloé (Chloe), d'Atom Egoyan
- 2016 : Money Monster de Jodie Foster